# Nebria xanthacra
Nebria (Eunebria) xanthacra – gatunek chrząszcza z rodziny biegaczowatych, podrodziny Nebriinae.
Gatunek ten opisany został w 1850 roku przez Maximiliena Chaudoira.
Chrząszcz palearktyczny. Wykazany został z Turkmenistanu (zasiedla tam zachodni Kopet-dag), irańskiego ostanu Kerman, Nepalu oraz indyjskich stanów Himachal Pradesh i Uttar Pradesh.
Wyróżnia się 2 podgatunki tego lesza:
- Nebria xanthacra morvani Ledoux et Roux, 1999
- Nebria xanthacra xanthacra Chaudoir, 1850